# マラソン
マラソンとは、

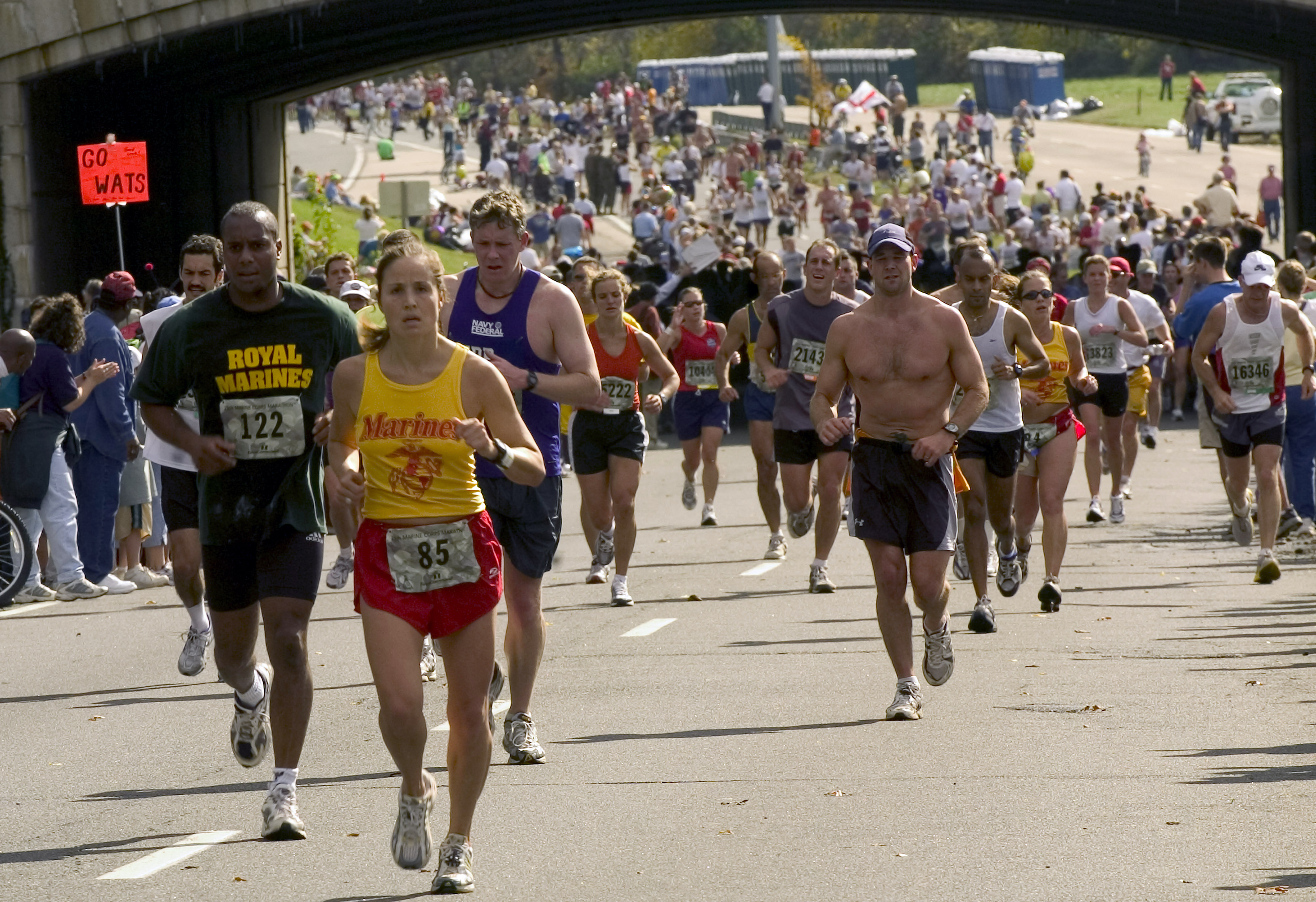
2004年第29回Marine Corps Marathonの選手たち

1. 陸上競技の長距離走のひとつで、42.195 kmの公道コースを使った競技。本項で詳述する。
2. 公道コースを使った陸上競技の長距離走の俗称。5kmや10kmのロードレース、ハーフマラソンやウルトラマラソンなど。
3. 長距離、長時間にわたる仕事や陸上以外の競技の例えとして使われる。シェル エコマラソン、テレソン、ハッカソン、アイデアソンなど。

マラソン（英語: marathon）は、陸上競技の長距離走のひとつで、42.195 kmの公道コースを走り、順位や時間を競う種目である。古代ギリシアの故事に由来して、第1回近代オリンピックの創設に伴い陸上の新種目とされたことから始まった。
また定められた距離以外の大会でもマラソンと呼ばれる場合がある、数キロ程度の長距離走からハーフマラソン（21.0975 km）やクォーターマラソン（10.54875 km）、スリークォーターマラソン（31.64625km）、マラソンより長い距離を走るウルトラマラソンなどでも、単にマラソンと呼ぶことが多い。正式なマラソンを明示する場合は「フルマラソン」という。
この長距離走を示す意味での「マラソン」という名前は登録商標などの規定が無く誰でも自由に使うことが出来るが、本稿ではワールドアスレティックス（旧国際陸上競技連盟）の規定に準じ記述している。

## マラソンの名の由来
紀元前490年9月12日、アテナイの名将ミルティアデスはマラトン（ギリシア語: Μαραθών, Marathon）に上陸したペルシャの大軍を奇策で撃退した。マラトンの戦いである。勝利というエウアンゲリオン（良い知らせ）をアテナイの元老に伝えるためにフィリッピデス（Philippides）という兵士が伝令に選ばれた。フィリッピデスはマラトンから約40km離れたアテナイまでを駆け抜け、アテナイの郊外で「我勝てり（ギリシア語: νενικήκαμεν）」と告げた後に力尽きて息を引き取ったと言われている。アテナイは現在のアテネとされる。
この伝承は19世紀にイギリスの詩人であるロバート・ブラウニングが書いた詩によって世間に広まったが、歴史書の記載とは相違点がある。ヘロドトスの『歴史』によると、フィリッピデスが走ったのは紀元前490年のペルシャとの戦いにおけるアテネからスパルタまでの約250kmであり、その目的は終わった戦いの勝利を告げるものではなく戦いの前にペルシャ軍を撃退する援軍を集めようとするものであって、走った後に死亡したという記載もない。また、マラトンの戦いにおいて勝利を告げた使者の名は、古代ギリシャの伝記作家であるプルタルコスの著作によればエウクレス（Eukles）とされ、またテルシッポスと伝える史料もある。
現在ではこの歴史に基づき、アテネからスパルタまでの246kmを走るウルトラマラソンの大会「スパルタスロン」も行われている。

## 近代マラソンの開始
上述の故事を偲んだフランスの言語学者ミシェル・ブレアルの提案により、1896年にアテネで開かれた第1回オリンピックにマラトンからアテネ・パナシナイコ競技場までの競走が加えられた。これがマラソン競走の始まりであり、翌1897年にはボストンマラソンが創始されるなど、欧米諸国から競技が広がった。1972年より、故事にちなんでアテネクラシックマラソンが開催されるようになった。コースはマラトンよりアテネの競技場までの42.195 kmである。1997年の世界選手権と2004年のアテネオリンピックはアテネクラシックマラソンと同じコースが使用された。

### 42.195 kmの由来
| 開催年                                                    | 回次 | 距離      |
| --------------------------------------------------------- | ---- | --------- |
| 1896年                                                    | 1    | 40 km     |
| 1900年                                                    | 2    | 40.26 km  |
| 1904年                                                    | 3    | 40 km     |
| 1906年                                                    | (*1) | 41.86 km  |
| 1908年                                                    | 4    | 42.195 km |
| 1912年                                                    | 5    | 40.2 km   |
| 1920年                                                    | 7    | 42.75 km  |
| 1924年以降                                                | 8    | 42.195 km |
| (*1) 1906年は近代オリンピック制定10周年を記念した特別大会 |      |           |

マラソンの距離は42.195 kmと設定されているが、これは古代マラソンに直接由来するものではない。オリンピックでマラソン競技が実施された当初は、大会ごとの競技距離は一定ではなく（同じコースを全選手が走ることが重要とされていたため）、約40 kmで行われていた。競技距離が統一されたのは、第8回パリオリンピック以後であり、42.195 km（26マイル385ヤード）とされた。この距離は第4回ロンドンオリンピック時の走行距離（市街地42 km+競技場の200 mトラック1周弱）をそのまま採用したものである。
第4回ロンドンオリンピックでは、当初、国王の住むウィンザー城からホワイトシティ・スタジアムの26マイル（41.843 km）で競うこととされていた。この際、時の王妃アレクサンドラが、「スタート地点は宮殿の庭で、ゴール地点は競技場のボックス席の前に」と注文したために半端な数字の距離（385ヤード）だけ延長されたという逸話がある。もっとも、この説には証拠が見つかっていないとサウサンプトン大学のマーチン・ポリー教授は主張している。英国政府観光庁も、スタート地点の移動については、「観客が参加選手の走行を邪魔しないように」と述べており、また追加された距離も700ヤードとしている。この大会で最初に競技場に到達したイタリアの選手ドランド・ピエトリはゴール地点を勘違いして直前（彼の認識におけるゴール）で倒れ、役員の助力でゴールしたため、のちに失格となった（ドランドの悲劇）。

### 女子の参加
第1回のアテネ五輪の当時、陸上競技は男子のみで行われており、マラソンも例外ではなかった（ただし、翌日に同じコースを走ったスタマタ・レヴィチ（あるいは「メルポメネ」）という女性がおり、史上初の女子マラソンランナーとされる）。その後女子の陸上競技への参加が認められるようになっても、「女子がマラソンを走ることは生理的に困難」という見解が広く信じられ、オリンピックをはじめとするマラソン大会も男子のみで開催されていた。これに対して、1966年のボストンマラソンで主催者に隠れて参加する女子が出現、その後も年を追って非公式の女子の参加者が増えたため、1972年に女子の参加が認められた。日本国内で初めてマラソン公認コースを競技として走った女性は、1975年7月26日に網走市のコースに挑んだ札幌短期大学（現・札幌学院大学）の6人の選手（須藤令子が4時間07分40秒でトップ）である。
1978年、世界初の女性限定マラソン大会として第1回国際女子マラソンがアメリカ合衆国・アトランタで開催され、続いて日本初の女性限定マラソン大会として女子タートルフルマラソン全国大会（多摩湖女子マラソン大会とも）が東京都東大和市で開催された。
1979年の別府大分毎日マラソンでは試験的に女子にも門戸を開放。同年秋にIAAFが公認する史上初の女性限定マラソン大会として東京国際女子マラソンが開催された。
オリンピックで女子のマラソンが正式に採用されたのは、1984年のロサンゼルスオリンピックからである。
2012年より名古屋ウィメンズマラソンが開催され、「世界最大の女子マラソン大会」としてギネス世界記録に認定されている。

### 競技の変化
以前は、約42 kmの長丁場を考慮した心理的駆け引きと持久力が重要であった。しかし、近年は男子女子ともに高速化がめざましく、スピードも求められるようになってきた。これに伴い、ペースメーカーを利用したスリップストリーム や、同じ国やチームの選手で組んでラップの上げ下げを意図的に行い、余裕のない選手やスピードの乏しい選手をふるい落としていくなど、自転車ロードレースの様な動きも見られるようになった。そのため、近年では5000mや10000mでのトップ競技者を中心とした高速化が顕著となっている。
マラソンは道具を使わないスポーツであるため、科学的なトレーニング法や食事を含めた身体管理による身体能力の向上や走行フォームの改善などが記録更新の鍵となるが、走りやすさに直接影響を与えるシューズについては、プロ選手がインナーソールを自分の足裏に合わせたり、軽量化を優先し数回のレースで寿命を迎える本番用のレーシングシューズを使うなどといった事が行われてきた。近年では底に炭素繊維のプレートを埋め込んで反発力を高めたシューズなど、走行力を補助する設計やハイテク素材の利用も行われている。また高速化に伴い空気抵抗の大きいランニング・パンツより体に密着するタイツを使用する選手も増えている。これらのハイテク装備に支えられた記録更新に対してはアンフェアという意見もある。

## マラソンの特徴
- 従来からプロだけではなく市民ランナーが参加できる大会も多く存在している。2007年から東京マラソンが日本陸連公認の大会としては初めて市民ランナーにも開放され（正確には公認競技終了後に別の競技として同じコースを一般に開放している。）[注釈 3]、3万人規模の大会として成功を収めている。なお一般の大会に於いては仮装ランナーも多数登場し大会を盛り上げているが、スポーツとしての側面からマラソンでの仮装には賛否両論がある[注釈 4]。
- 駅伝競走同様に公道を使用するので、交通規制が伴う競技であるが、ほとんどの大会が往復コース（特に公式記録樹立に関してはコースの大半が同じであることを条件としている）であること、また参加者が多いので競技時間が長く、駅伝以上に交通規制の時間が長くなる。それゆえタイムによる足きりによって（概ね5時間から6時間）参加者を絞り込んだり、コース中の数か所に関門を設け、規定の時間内に通過できなかった場合には続行不可能としたりすることによって、交通規制の時間を明確化している大会が多い。当日は周辺の商売やイベントなど、近距離の移動などにも不便を強いられることは多い。それでもわずか1日だけのイベントであるために比較的寛容に対処し、沿道での応援などで盛り上げる市民も多い。公道を使用する際の難点として、完全な警備は困難なことが挙げられる。アテネ五輪ではバンデルレイ・デ・リマへの妨害事件が起こったが、このような行為を完全に防ぐことは、公道を使用している限りほぼ不可能である。2013年のボストンマラソンでは、爆弾テロ事件が発生し、マラソン大会におけるテロ対策がクローズアップされた。
- 世界陸上やオリンピックの選手選考で紛糾することもある。複数の選考レースの中からコース、気象条件、メンバー、タイムなどを勘案して決める為、同じ物差しで測れない特性がある。選考方法は各国に委ねられているが、日本では五輪選考の結果をめぐって度々議論が起こったことから[注釈 5]、2019年に五輪代表選考会としてマラソングランドチャンピオンシップが導入された。
- コースによっては折り返し点が設けられることもある。

### 気温が記録に与える影響
長時間、屋外を走ることから気温の影響を受けやすい。気温が低い方が記録が良いという話は少なくとも1955年以前から言われていた。
2012年に、180万人を対象として長期間の大会の記録を調査した論文「Impact of Environmental Parameters on Marathon Running Performance（フルマラソンの記録に影響する環境要因）」によると、環境要因で最も影響を与えるのが気温であり、記録は6-8℃が適温、温度が上がると記録が遅くなる結果が示されている。
なお、最適な気温については湿度や人種や服装などの差異によって振れ幅があるという指摘もある。

### 健康への影響
ランニングは道具を用いず、手軽に始められるため人口が多いスポーツであることから、すべてのスポーツの中で突然死が発生する数が最も多いと言われている。
これらは、日本体力医学会ガイドライン検討委員会と日本陸上競技連盟の医事委員会が策定した「マラソンに取り組む市民ランナーの安全10か条」を遵守し、大会側のサポートを充実させることで回避できると考えられている
マラソンに取り組む市民ランナーの安全10か条から
1. 普段から十分な栄養と睡眠をとりましょう。
2. 喫煙習慣をやめましょう。
3. メディカルチェックを毎年受けましょう。
4. 生活習慣病がある方は、かかりつけ医とよく相談しましょう。
5. 計画的なトレーニングをしましょう。
6. 気温、湿度に適したウエアの着用と、適切な水分補給をしましょう。
7. 胸部不快感、胸痛、冷や汗、フラツキなどがあれば、すぐに走るのを中断しましょう。
8. 足、膝、腰などに痛みがあれば、早めに対応しましょう。
9. 完走する見通しや体調に不安があれば、やめる勇気を持ちましょう。
10. 心肺蘇生法を身につけましょう。

心臓突然死
マラソン中の心臓突然死も増加傾向にあり、1990年-2010年までの間に開催された日本国内のマラソン大会でランナーに心肺停止を伴う事故が多発しており、それ以降も世界的に発生している。世界でのマラソン中の心臓突然死の統計を行った2016年の論文では、10万人あたり0.6 - 1.9 人に発生していると発表された。

低血糖（ハンガーノック）
長時間の運動による極度の低血糖症であるハンガーノックが起きて、脳の働きも低下、体が意思とは無関係に動かなくなり、冷や汗や動悸、手足の震え、意識障害、けいれん、最悪の場合は死亡する。

脱水症・電解質欠乏症・水中毒・急性腎障害
運動によって、汗と共に塩分などが体外に排出され運動関連低ナトリウム血症などの電解質の欠乏症を引き起こす。また、長時間のレースとなると低ナトリウム血症と共に急性腎障害も併発することが報告されている。2015年のコネチカット州ハートフォードで行われた大会参加者の82％に軽度の急性腎障害が起きていることが血液・尿検査の結果判明した。
補給ポイントで水を摂取できるが、少量であれば脱水症状、逆に大量に水やスポーツドリンクを摂取すると水中毒を引き起こす。

熱射病・熱中症・低体温症
マラソンは、野外を走るため、気温の影響を受けやすい。さらに運動中は体が熱を生み出すため熱中症にかかりやすい。日本スポーツ協会では、熱中症予防運動指針を公表しており、乾球温度（気温）35度以上では運動させないこととしている。また、悪天候で急激に気温が低下し、マラソン大会中に低体温症となり死亡した事例（黄河石林トレイルランニング遭難事故）もある。

ほくろ、皮膚がん
長時間の太陽光への暴露を受けるため、ほくろ、皮膚がんがマラソンを行わない人より高い傾向がみられる。研究者は、運動前のサンスクリーン剤(日焼け止め)塗布、肌の露出面積を少なくすることで対策できるとしている。

免疫能力の上昇
免疫系の能力が向上する。

その他
マラソン後には遅発性筋肉痛などが起きる。
足のつま先に持続的に圧力がかかり、つま先に内出血（爪下血腫、ランナー黒爪）が現れる。その他にシューズなどが合わずすれてしまったためにできる水疱(マメ)、乳首を保護していない場合は上下運動で着衣と擦れてできる乳頭亀裂が起きる。

#### 薬物
足の痛みなどを止めるため、走る前や走っている最中に鎮痛剤を飲む選手も多い。こういった行為は、飲んでいないランナーに比べ、消化管痙攣、心血管系イベント、消化管出血、血尿が多いという有意な差が見られた。
禁止されている薬物
禁止されている薬物は、世界アンチ・ドーピング機構によってリスト化された禁止表国際基準に記載されている。もし掲載されているなかで、持病の治療などで必要なものはTUE（治療使用特例）による申請を行う必要がある。自分や他人の血などを処理して輸血する血液ドーピングも禁止されている。

### サポート体制
日本陸上競技連盟のマラソン競技規則では、主催者は競技者の安全を確保すること、国際的な規則では全面車両通行止を行うこととなっている。また医療スタッフが観察を行い歩行困難な状態、危険な場合などには直ちに声掛けと健康状態を確認しないとならない。この時の声掛けなどは助力とはみなされない。
救護所

コースには一定距離ごとに救護所が設置され、倒れた選手を救護できるようになっている。

メディカルランナー、ドクターランナー、メディカルサポートランナー
医療資格や一次救命処置知識を持ち、走者として参加しながら、一般参加者に具合が悪い人が出たとき、緊急時に救命活動などへの参加を希望するボランティアが募集される。

飲食物供給所
スタートとフィニッシュ地点に飲食物や水・スポンジ・氷などの補給地点を設置する。約5㎞間隔で給水所を設置し、10㎞を超える種目の場合は、水以外の飲食物も給水所で提供することとされている。飲食物は、主催者が既定の物を提供する場合がほとんどだが、選手が用意した物を認めるかどうかは主催者が判断する。

ペースメーカー（ラビット）
1954年に陸上選手ロジャー・バニスターが2人のチームメイトをペースメーカーにして1マイル4分の壁を破ったことから、長距離走の記録を破るために導入される例が多い。
ペースメーカーは、フロントランナーの風除けとなって体力温存でフロントランナーを別の選手にさせるような駆け引きを防止し、先頭を走るランナーの条件を他のランナーと同条件にすること。そしてペース配分を先導する目的で導入される。
ペースメーカーが引っ張るのは通常なら30キロメートル付近までだが、記録を伸ばすため主催者や選手の希望によってはゴール付近まで先導するケースもある。

シューズメーカー
マラソンはシューズメーカーの戦いの場でもある。
2017年夏に販売されたナイキの厚底シューズは、それまで主流であった薄底の常識を覆し、炭素繊維の板によってサポートを得られる技術を導入した。このシューズの登場によって記録も短くなり、新記録を樹立した選手達の足元には厚底シューズが履かれていた。この事実を受けて、他メーカーも厚底を導入した。しかし、このようなサポート技術は過去に水泳の水着レーザー・レーサーが問題になったように「不公平な補助」に当たるとして厚底シューズの規制がささやかれていた。そういった噂はあったものの、世界陸連は2020年1月31日に厚底シューズの規定を設けて使用を許可した。

スポーツ栄養学
バランスの良い食事を心がけながら、赤血球の元となる鉄分の補給、筋肉痛・筋肉損傷の軽減と赤血球の破壊（溶血）を防ぐエイコサペンタエン酸（EPA）などのω-3脂肪酸を摂取することが推奨される。
また長距離を走るためのエネルギー源の蓄積に炭水化物を計画的に摂取するカーボ・ローディング（グリコーゲンローディング）や水分を計画的に摂取するウォーターローディングが行われる。

## 日本におけるマラソン
日本最初のマラソンは1909年3月21日に神戸市で開催された「マラソン大競争」である。兵庫県神戸市兵庫区の湊川埋立て地をスタートし、大阪市の西成大橋（現：淀川大橋）にゴールするという距離約32kmの片道コースであった。参加申込者は408人にのぼり、体格試験によって120人にしぼりこまれた。更に兵庫県西宮市の鳴尾競馬場で予選が実施され、最終的な本選出場者20名が決まった。優勝者は岡山県在郷軍人の金子長之助でタイムは2時間10分54秒であった。神戸市役所前には「日本マラソン発祥の地」の記念碑が建てられている。
古くは江戸時代に安中藩が行った安政遠足があり日本のマラソン発祥とも言われている。しかし、安政遠足は約29kmを「徒歩(歩行)競争」させたものでマラソンとは大きく違う。「遠足」については、「安政遠足侍マラソン大会」主催者サイトにて下記のように説明されている。文武の奨励と相まって、体力かん養と足ならしのため、歩くことを勧めこれを遠足（とおあし）といった。
オリンピックでもマラソンは常に注目競技の上位となってきた。日本が初めて選手を派遣した1912年ストックホルム大会には金栗四三が出場。1964年東京大会で円谷幸吉が銅メダル、つづく1968年メキシコシティー大会で君原健二が銀メダルに輝くなど、日本の男子マラソンは世界最高記録保持者を輩出したり、知名度の高いレースで優勝・上位入賞したりする時代があった。1970年代後半から1990年代前半にかけても、宗茂、宗猛、瀬古利彦、伊藤国光、中山竹通、谷口浩美など、マラソン世界歴代10傑に名前を刻む世界的な選手を数多く輩出し、1991年東京世界陸上では谷口が金メダル、1992年バルセロナ大会では森下広一が銀メダルに輝き、マラソン黄金時代を築いた。
また、女子マラソンにおいても、1990年代前半から2000年代前半にかけて全盛時代を築いた。有森裕子がバルセロナ大会で銀メダル・1996年アトランタ大会で銅メダル、高橋尚子が2000年シドニー大会で金メダル、野口みずきが2004年アテネ大会で金メダルと、4大会連続でメダルを獲得。また世界陸上競技選手権大会では1993年シュトゥットガルト世界陸上で金メダルの浅利純子、1997年アテネ世界陸上で金メダルの鈴木博美のほか、銀メダル・銅メダルも多数獲得している。当時の日本で取り組まれていた夏マラソン研究は世界最先端であり、1990年代前半以降のオリンピックや世界陸上競技選手権での日本人選手のメダル獲得は、その研究の賜物であるのも否定できない。
2000年代後半からは、ワールドマラソンメジャーズ（WMM）のシリーズ戦が創立され、従来オリンピックや世界陸上競技選手権などで争われてきた世界一のタイトルが毎年の主要大会のポイントによっても争われるようになり、エチオピアやケニアなどのマラソン強豪国の多くの選手が今までよりもマラソンに大挙参加し、従来よりもマラソンに力を入れるようになってきた。それに伴うマラソン強豪国の選手達によるマラソンの高速化、選手層の厚さによるレースのハイレベル化に日本勢は十分対応できず、男女ともに苦戦を強いられている。それでもオリンピックの視聴率が20%を超えるなど、関心は衰えていない。
2020年の東京オリンピック開催決定を受け、日本代表選考を改革し、その選考レースを「マラソングランドチャンピオンシップ」と命名して2019年に開催することが発表された。
2021年からは国内外主要大会を纏めたジャパンマラソンチャンピオンシップシリーズを新設。また、びわ湖毎日マラソンは後発の大阪マラソンに統合、福岡国際マラソンも一時は廃止が発表されるなど、エリートマラソン大会は減少の一途をたどっており、海外と同様に、東京マラソンや大阪マラソン、北海道マラソンといったエリートランナーと市民ランナーが共に走る大会が主体となっている。

## 記録に関する用語

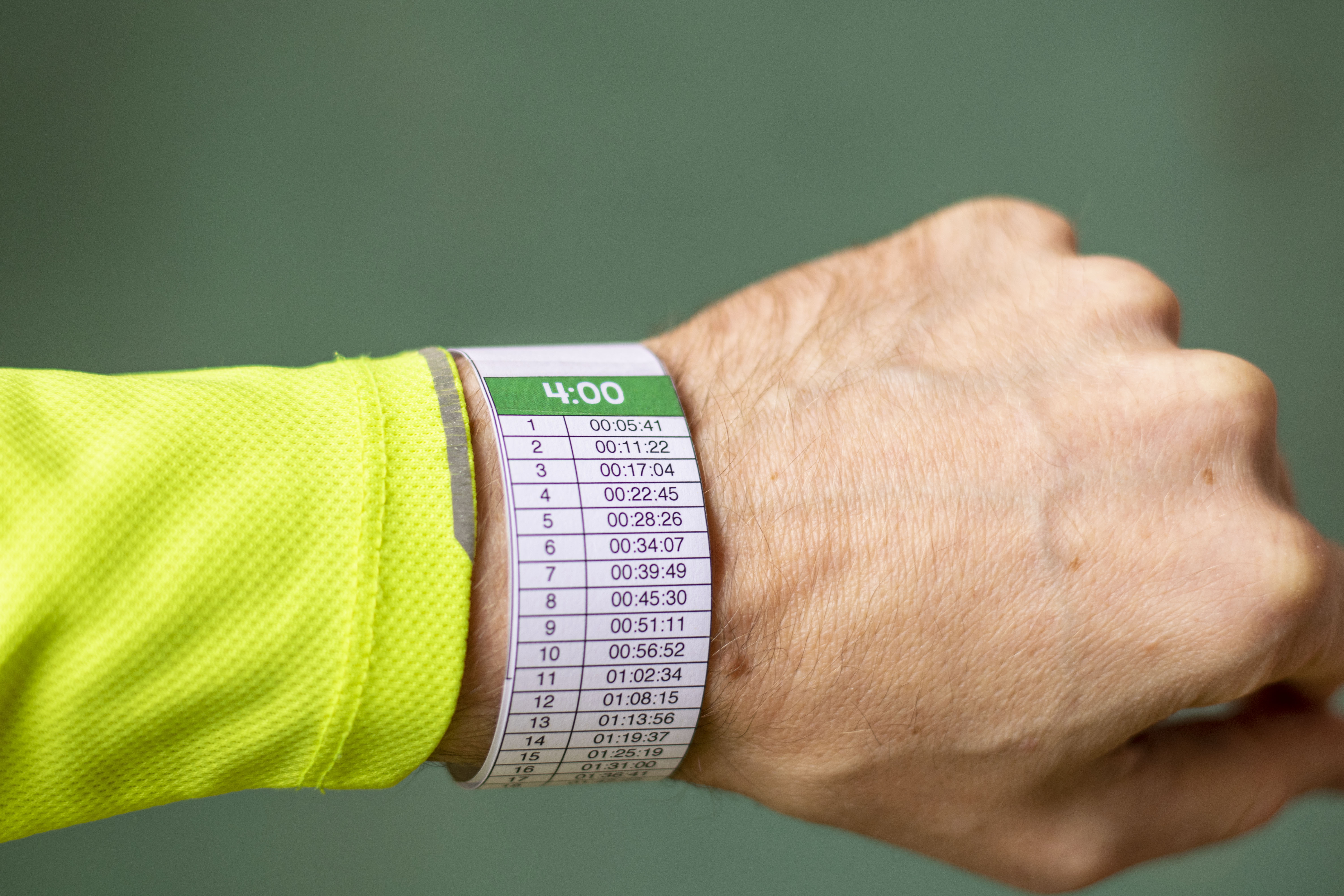
区間ごとの目標ペースが記載されたペースチャート、タトゥー型シールを用いたペースタットというものもある。

- サブフォー - フルマラソンを4時間以内に完走すること。
- サブスリー - フルマラソンを3時間以内に完走すること。
- サブエガ - フルマラソンを2時間50分以内に完走すること。お笑い芸人の江頭2:50に因む。
- サブテン - フルマラソンを2時間10分以内に完走すること。100 kmウルトラマラソンで10時間以内にゴールすること。
- サブエイト - フルマラソンを2時間8分以内に完走すること。
- サブツー - フルマラソンを2時間以内に完走すること[58]。
- BQ（ビーキュー、ボストンクオリファイ） - ボストンマラソン参加資格タイムを満たす記録を出すこと。
- ネガティヴスプリット - レース後半のラップタイムがレース前半ラップタイムを上回ること。

### 「最高記録」と「新記録」
コースによって条件が異なるマラソンは、国際陸上競技連盟（国際陸連=IAAF）が記録公認をしていなかったため、これまでの記録を上回っても、「新記録」ではなく「最高記録」と言われていたが、2004年、国際陸連は記録公認諸条件を整備（#公認コースの主な条件 参照）、マラソンを含む道路競技の記録も「新記録」と表現されるようになった。したがって、これまでマラソンの記録は「世界最高記録」「日本最高記録」などと称されてきたが、2004年以降は他の種目同様「世界記録」「日本記録」などと称されることになった。

### グロスタイムとネットタイム
グロスタイム(Gross Time)とは、スタートの合図を起算としてゴールラインを通過するまでに要した計時の公式記録のことをいう。一方、ネットタイム(Net Time、正味のタイム)とは、スタートラインを通過した瞬間を起算としてゴールラインを通過するまでに要した参考記録のことをいう。
多数のランナーが参加する市民マラソンでは、スタートの号砲と同時にスタートラインを通過できる人数は限定され、多数のランナーはスタートラインに到達するまでにある程度の時間を要する。公式な記録であるグロスタイムには、このスタートラインに到達するまでの時間が含まれるため、正味の走行時間を把握する場合にネットタイムが用いられる場合がある。日本国内においては、グロスタイムで順位が発表されることが多い。
しかし、海外のマラソン、特にニューヨークシティマラソン、シカゴマラソン、パリマラソンなど、伝統的に大規模なマラソンにおいては、グロスタイムとネットタイムの間に最大1時間以上の開きが出ること、同一ウェーブ内においてもグロスとネットの間に10分程度の差が出る不公平から、エリートランナーのみにおいてグロスタイムが正式タイムとなり、一般ウェーブスタートのランナーではネットタイムが正式タイムとして公表され、順位もこれに基づいて発表されている。また、ボストンマラソンなどの参加の可否もネットタイムをもとに決定されている。

### 完走の証明
完走した走者には、大会によって完走したことを証明する完走メダル（finisher medal）や完走証が贈られる。記録や完走証をウェブで扱う場合もある。

## 公認コースの主な条件
これはマラソンに限らず道路競走一般に適用されるが、マラソンの場合にはその距離に端数があるため特に規定がある。それはカッコ内に表示した。
1. コースの長さは競技距離より短くてはならず、かつ誤差は競技距離の1000分の1以下（マラソンでは 42m 以下）
2. 上記の条件を満たすべく、距離の測定にあたっては1001mをもって 1000m=1 km とする
3. スタート地点からゴール地点までの標高の減少は競技距離の1000分の1以下（マラソンでは 42m 以下） 注：全体が下り坂基調のコースを禁止するため。
4. スタート地点とゴール地点との距離は、直線で競技距離の2分の1以下 注：一本道の直線に近いコースでは気象条件によっては常に追い風になる可能性があるため。

スタート地点とゴール地点が同じであれば必然的に3.と4の条件は満たすことになる。（周回コースでも同様。）
21世紀現在では世界的に、自転車計測員が3台の距離計付き自転車で縁石から一定の場所を走行して3台の平均値で距離を求める方法が主流となっている。
2011年のボストンマラソンでは、ジョフリー・ムタイ（ケニア）が2時間3分2秒のタイムで優勝しているが、ボストンのコースはスタートとゴールの直線距離が競技距離の91%となって上記4.の条件に抵触するほか、3.の条件も満たしておらず、世界記録として公認されなかった。

## 主要なマラソン大会
ワールドアスレティックス (WA) は2008年、マラソンなどの世界のロードレースを、連盟として格付けする制度を導入した。日本国内の大会では2009年からびわ湖毎日マラソン、2010年から東京マラソン、2011年から福岡国際マラソン、2013年から名古屋ウィメンズマラソンがゴールドラベルに指定されている（背景の色はIAAF指定ラベル）。WAは2020年より新たに最高ラベルであるプラチナラベルを新設した。日本国内の大会では2020年から東京マラソン・名古屋ウィメンズマラソンが、2023年から大阪国際女子マラソンがプラチナラベルに指定されている。

### 日本国外
| 大会名                                                               | 開催国           | 開催月 | 創設   | 大会記録 | 備考                                                           |
| -------------------------------------------------------------------- | ---------------- | ------ | ------ | -------- | -------------------------------------------------------------- |
| アテネクラシックマラソン                                             | ギリシャ         | 11月   | 1972年 | 2:11:35  |                                                                |
| ロンドンマラソン ＊                                                  | イギリス         | 4月    | 1981年 | 2:01:25  | 平坦な高速コース                                               |
| ベルリンマラソン ＊                                                  | ドイツ           | 9月    | 1974年 | 2:01:09  | 平坦な高速コース                                               |
| フランクフルトマラソン                                               | ドイツ           | 10月   | 1981年 | 2:03:42  |                                                                |
| パリマラソン                                                         | フランス         | 4月    | 1976年 | 2:05:04  |                                                                |
| ローマシティマラソン                                                 | イタリア         | 3月    | 1982年 | 2:07:17  |                                                                |
| ロッテルダムマラソン                                                 | オランダ         | 4月    | 1981年 | 2:04:27  | 平坦な高速コース                                               |
| アムステルダムマラソン                                               | オランダ         | 10月   | 1975年 | 2:03:38  |                                                                |
| ボストンマラソン ＊                                                  | アメリカ合衆国   | 4月    | 1897年 | 2:03:02  | NY大会と並んでアメリカで歴史の長い大会。”選ばれし者のマラソン” |
| シカゴマラソン ＊                                                    | アメリカ合衆国   | 10月   | 1977年 | 2:00:35  | 平坦な高速コース                                               |
| ニューヨークシティマラソン ＊                                        | アメリカ合衆国   | 11月   | 1970年 | 2:05:06  | アメリカ最大規模                                               |
| ホノルルマラソン                                                     | アメリカ合衆国   | 12月   | 1973年 | 2:08:27  | 時間制限なし。近年では日本人の参加者が半数超。                 |
| バンクーバーマラソン                                                 | カナダ           | 5月    | 1972年 | 2:13:14  |                                                                |
| ゴールドコーストマラソン                                             | オーストラリア   | 7月    | 1979年 | 2:09:14  |                                                                |
| 北京国際マラソン                                                     | 中国             | 10月   | 1981年 | 2:07:16  |                                                                |
| マカオ国際マラソン                                                   | マカオ           | 12月   | 1981年 | 2:12:49  |                                                                |
| ソウル国際マラソン                                                   | 韓国             | 3月    | 1993年 | 2:05:37  |                                                                |
| ドバイマラソン                                                       | アラブ首長国連邦 | 1月    | 2000年 | 2:04:00  |                                                                |
| ムンバイマラソン                                                     | インド           | 1月    | 2004年 | 2:09:32  |                                                                |
| 香港マラソン                                                         | 香港             | 1月    | 1997年 | 2:11:27  |                                                                |
| 太字は国際陸上競技連盟（IAAF）公認、＊はワールドマラソンメジャーズ。 |                  |        |        |          |                                                                |

### 日本国内（日本陸連主催／後援）
制限時間で括弧内に入っている物は、エリートレースで、参加者の過去のタイムに対しての制限時間となっている物。定員はフルマラソンのみカテゴリーごとで定められているものの合計。
| 大会名                   | 都道府県 | 開催月 | 創設   | 制限時間    | 定員     | 備考                                                                                                |
| ------------------------ | -------- | ------ | ------ | ----------- | -------- | --------------------------------------------------------------------------------------------------- |
| 北海道マラソン           | 北海道   | 8月    | 1987年 | 6時間       | 20,000人 | 大通公園発着→新川通折返し（2012年より）                                                             |
| 東京マラソン             | 東京都   | 3月    | 2007年 | 7時間       | 37,500人 | 東京都庁発→行幸通り（東京駅前）着（2017年より）                                                     |
| 青梅マラソン             | 東京都   | 2月    | 1967年 | -           | -        | 最長コースは30km                                                                                    |
| 長野マラソン             | 長野県   | 4月    | 1999年 | 5時間       | 10,000人 | 長野運動公園（2003年までは山ノ内町のオリンピックメモリアル聖火台前）発→長野オリンピックスタジアム着 |
| 名古屋ウィメンズマラソン | 愛知県   | 3月    | 2012年 | 7時間       | 20,000人 | ナゴヤドーム前スタート→同中ゴール                                                                   |
| 京都マラソン             | 京都府   | 2月    | 2012年 | 6時間       | 16,000人 | 西京極総合運動公園発→平安神宮前着                                                                   |
| 大阪国際女子マラソン     | 大阪府   | 1月    | 1982年 | (3時間13分) | なし     | 長居スタジアム発着→御堂筋・道頓堀橋南詰折返し                                                       |
| 大阪マラソン             | 大阪府   | 2月    | 2011年 | 7時間       | 32,000人 | 大阪府庁前発→大阪城公園前着（2019年より）                                                           |
| 神戸マラソン             | 兵庫県   | 11月   | 2011年 | 7時間       | 20,000人 | 神戸市役所発→明石海峡大橋袂折返し→ポートアイランド着                                                |
| 福岡国際マラソン         | 福岡県   | 12月   | 1947年 |             | なし     | 平和台陸上競技場→福岡市内西部→東区香椎折返し                                                        |
| 防府読売マラソン         | 山口県   | 12月   | 1970年 | 4時間       | 02,500人 | 防府市陸上競技場発着→中関・ゴルフ場前折返し                                                         |
| 別府大分毎日マラソン     | 大分県   | 2月    | 1952年 | 3時間30分   | 01,800人 | うみたまご→別府国際観光港（別府市中央浄化センター付近）折返し→大分市営陸上競技場                    |
| 熊本城マラソン           | 熊本県   | 2月    | 2012年 | 7時間       | 13,000人 | 通町筋発→熊本城着                                                                                   |

| 大会名                 | 開催月 | 開催期間       | 備考 |
| ---------------------- | ------ | -------------- | --- |
| 東京国際マラソン       | 2月    | 1981年〜2006年 | 国立競技場発着→平和島口/大森海岸交番前折返し                                                             |
| 東京国際女子マラソン   | 11月   | 1979年〜2008年 | 国立競技場発着→平和島口/大森海岸交番前折返し                                                             |
| 名古屋国際女子マラソン | 3月    | 1980年〜2011年 | 瑞穂陸上競技場発着→名古屋城周回道路折返し                                                                |
| 横浜国際女子マラソン   | 11月   | 2009年〜2014年 | 山下公園発着→本牧・プール前折返し                                                                        |
| さいたま国際マラソン   | 12月   | 2015年〜2019年 | さいたまスーパーアリーナ発着→越谷市神明町折返し                                                          |
| びわ湖毎日マラソン     | 3月    | 1946年〜2021年 | 皇子山陸上競技場発着→大津市大萱折返し 2022年からは大阪マラソンが当大会との「統合大会」として扱われている |

### 日本国内（主な市民マラソン大会）
| 大会名                                  | 都道府県 | 開催月       | 創設              | 制限時間  | 定員     | Web    | 備考 |
| --------------------------------------- | -------- | ------------ | ----------------- | --------- | -------- | ------ | --- |
| 東北・みやぎ復興マラソン                | 宮城県   | 10月         | 2017年            | 6時間     | 12,000人 | [ 69 ] | |
| かすみがうらマラソン                    | 茨城県   | 4月          | 1991年            | 6時間     | 18,000人 | [ 70 ] | 国際盲人マラソン大会も兼ねる。 |
| つくばマラソン                          | 茨城県   | 11月         | 1981年            | 6時間     | 13,000人 | [ 71 ] | |
| 板橋Cityマラソン                        | 東京都   | 3月          | 1998年            | 7時間     | 15,000人 | [ 72 ] | 旧称「東京・荒川市民マラソン in ITABASHI」。板橋区スポーツレクリエーションスタンドから江戸川区荒川大橋折り返し。                                                                                       |
| 横浜マラソン (非公認コース)             | 神奈川県 | 11月         | 2015年 （1981年） | 6時間30分 | 25,000人 | [ 73 ] | 20kmは1981年より、ハーフマラソンは1992年より開催。2015年・2016年は3月、2017年・2018年は10月、2019年は11月にそれぞれ開催時期を変更している。                                                            |
| 湘南国際マラソン (非公認コース)         | 神奈川県 | 11月         | 2007年            | 6時間30分 | 18,000人 | [ 75 ] | |
| ちばアクアラインマラソン (非公認コース) | 千葉県   | 10月（隔年） | 2012年            | 6時間     | 12,000人 | [ 76 ] | 高速道路東京湾アクアライン（架橋部分）を封鎖して行なわれる。 |
| 富山マラソン                            | 富山県   | 10月又は11月 | 2015年            | 7時間     | 13,000人 | [ 77 ] | |
| 金沢マラソン                            | 石川県   | 10月         | 2015年            | 7時間     | 15,000人 | [ 78 ] | |
| ふくい桜マラソン                        | 福井県   | 3月          | 2024年            | 7時間     | 13,200人 |        | |
| 富士山マラソン                          | 山梨県   | 11月         | 2012年 (1976年)   | 6時間     | 15,000人 | [ 79 ] | 旧称「河口湖日刊スポーツマラソン」。2012年から現在の名称に変更。 |
| 静岡マラソン                            | 静岡県   | 3月          | 2014年            | 5時間30分 | 12,000人 | [ 80 ] | |
| 浜松シティマラソン                      | 静岡県   | 2月          | 2005年            | 2時間30分 | なし     | [ 81 ] | キロメートル単位の数コースとハーフマラソンが設定されている。 |
| 福知山マラソン                          | 京都府   | 11月         | 1991年            | 6時間     | 10,000人 | [ 82 ] | マラソンコースの大部分が由良川沿いを走行する。 |
| 京都木津川マラソン (非公認コース)       | 京都府   | 2月          | 1984年            | 無制限    | 02,500人 | [ 83 ] | 日本では数少ない「原則的に制限時間無し」と宣伝されるマラソン大会である。 |
| 奈良マラソン                            | 奈良県   | 12月         | 2010年            | 6時間     | 10,000人 | [ 84 ] | |
| 淀川市民マラソン (非公認コース)         | 大阪府   | 11月         | 1997年            | 8時間     | 06,000人 | [ 85 ] | |
| KIX泉州国際マラソン                     | 大阪府   | 2月          | 1994年            | 5時間     | 05,000人 | [ 86 ] | 堺市西区の浜寺公園から泉佐野市のりんくう公園で行われる。 |
| 世界遺産姫路城マラソン                  | 兵庫県   | 2月          | 2015年            | 6時間     | 07,000人 | [ 87 ] | |
| 丹波篠山ABCマラソン大会                 | 兵庫県   | 3月          | 1981年            | 5時間     | 10,000人 | [ 88 ] | 丹波篠山市内で開催。朝日放送テレビなどでダイジェスト番組が放送されるため、関西では知名度が高い。 |
| おかやまマラソン                        | 岡山県   | 11月         | 2015年            | 6時間     | 15,000人 | [ 89 ] | |
| 下関海響マラソン                        | 山口県   | 11月         | 2008年            | 6時間     | 10,000人 | [ 90 ] | |
| とくしまマラソン                        | 徳島県   | 3月          | 2008年            | 7時間     | 15,000人 | [ 91 ] | マラソンコースの大部分が吉野川沿いを走行する |
| 愛媛マラソン                            | 愛媛県   | 2月          | 1963年            | 6時間     | 10,000人 | [ 92 ] | 松山市内で開催。 |
| 高知龍馬マラソン                        | 高知県   | 2月          | 2013年            | 7時間     | 12,000人 | [ 93 ] | |
| 北九州マラソン                          | 福岡県   | 2月          | 2014年            | 6時間     | 11,000人 | [ 94 ] | 北九州市で開催される。北九州市制50周年記念事業の最終イベントとして単年開催される予定であったが、以後毎年開催。前半20.2 km、後半22kmに分けて2名で走る「ペアリレーマラソン」同時開催（150組300名のみ）。 |
| 福岡マラソン                            | 福岡県   | 11月         | 2014年            | 7時間     | 14,000人 | [ 95 ] | |
| 青島太平洋マラソン                      | 宮崎県   | 12月         | 1987年            | 6時間     | 10,000人 | [ 96 ] | 宮崎市で開催される。2008年より宮崎市のメインストリートである橘通りがコースに加わった。 |
| 鹿児島マラソン                          | 鹿児島県 | 3月          | 2016年            | 7時間     | 10,000人 | [ 97 ] | |
| NAHAマラソン                            | 沖縄県   | 12月         | 1985年            | 6時間15分 | 30,000人 | [ 98 ] | 那覇市を発着点に沖縄本島南部で行われる市民マラソン大会。 |
| おきなわマラソン                        | 沖縄県   | 2月          | 1993年            | 6時間15分 | 13,000人 | [ 99 ] | 沖縄市を発着点に沖縄本島中部で行われる市民マラソン大会。 |

なお、日本国内ではないがホノルルマラソンも日本人が1万人から2万人程度参加する日本人にとって主要な市民マラソンの大会の1つとなっている。

## 歴代記録

### 世界歴代10傑
| 位 | タイム        | 氏名                   | 所属       | 大会       | 日付           |
| -- | ------------- | ---------------------- | ---------- | ---------- | -------------- |
| 1  | 2時間00分35秒 | ケルヴィン・キプタム   | ケニア     | シカゴ     | 2023年10月8日  |
| 2  | 2時間01分09秒 | エリウド・キプチョゲ   | ケニア     | ベルリン   | 2022年9月25日  |
| 3  | 2時間01分41秒 | ケネニサ・ベケレ       | エチオピア | ベルリン   | 2019年9月29日  |
| 4  | 2時間01分48秒 | シサイ・レンマ         | エチオピア | バレンシア | 2023年12月3日  |
| 5  | 2時間02分05秒 | サバスチャン・サウェ   | ケニア     | バレンシア | 2024年12月1日  |
| 6  | 2時間02分16秒 | ベンソン・キプルト     | ケニア     | 東京       | 2024年3月3日   |
| 7  | 2時間02分38秒 | デレサ・ゲレタ         | エチオピア | バレンシア | 2024年12月1日  |
| 8  | 2時間02分43秒 | ジョン・コリル         | ケニア     | シカゴ     | 2024年10月13日 |
| 9  | 2時間02分48秒 | ビルハヌ・レゲセ       | エチオピア | ベルリン   | 2019年9月29日  |
| 10 | 2時間02分55秒 | モジネット・ゲレメウ   | エチオピア | ロンドン   | 2019年4月28日  |
| 10 | 2時間02分55秒 | ティモシー・キプラガト | ケニア     | 東京       | 2024年3月3日   |

| 位 | タイム        | 氏名                       | 所属       | 大会       | 日付           |
| -- | ------------- | -------------------------- | ---------- | ---------- | -------------- |
| 1  | 2時間09分56秒 | ルース・チェプンゲティッチ | ケニア     | シカゴ     | 2024年10月13日 |
| 2  | 2時間11分53秒 | ティギスト・アセファ       | エチオピア | ベルリン   | 2023年9月24日  |
| 3  | 2時間13分44秒 | シファン・ハッサン         | オランダ   | シカゴ     | 2023年10月8日  |
| 4  | 2時間14分04秒 | ブリジット・コスゲイ       | ケニア     | シカゴ     | 2019年10月13日 |
| 5  | 2時間14分58秒 | アマネ・ベリソ・シャンクレ | エチオピア | バレンシア | 2022年12月4日  |
| 6  | 2時間15分25秒 | ポーラ・ラドクリフ         | イギリス   | ロンドン   | 2003年4月13日  |
| 7  | 2時間15分51秒 | ウォルクネッシュ・デゲファ | エチオピア | バレンシア | 2023年12月3日  |
| 8  | 2時間15分55秒 | ストゥメ・アセファ・ケベデ | エチオピア | 東京       | 2024年3月3日   |
| 9  | 2時間16分07秒 | ティギスト・ケテマ         | エチオピア | ドバイ     | 2024年1月7日   |
| 10 | 2時間16分14秒 | ローズマリー・ワンジル     | ケニア     | 東京       | 2024年3月3日   |

#### 参考記録
| タイム        | 氏名                 | 所属   | 大会     | 日付           | 非公認理由                                       | 備考                                             |
| ------------- | -------------------- | ------ | -------- | -------------- | ------------------------------------------------ | ------------------------------------------------ |
| 1時間59分40秒 | エリウド・キプチョゲ | ケニア | ウィーン | 2019年10月12日 | INEOS主催の非公認レース。 ペースメーカーの交代。 | 非公認世界最高記録 人類初のフルマラソン2時間切り |
| 2時間00分25秒 | エリウド・キプチョゲ | ケニア | モンツァ | 2017年5月6日   | NIKE主催の非公認レース                           | 前非公認世界最高記録                             |

### エリア記録
| エリア     | タイム        | 名前                    | 所属           | 大会         | 日付           |
| ---------- | ------------- | ----------------------- | -------------- | ------------ | -------------- |
| アフリカ   | 2時間00分35秒 | ケルヴィン・キプタム    | ケニア         | シカゴ       | 2023年10月8日  |
| アジア     | 2時間04分43秒 | エルハサン・エルアバシ  | バーレーン     | バレンシア   | 2018年12月2日  |
| ヨーロッパ | 2時間03分36秒 | バシル・アブディ        | ベルギー       | ロッテルダム | 2021年10月24日 |
| 北アメリカ | 2時間05分36秒 | キャメロン・レビンス    | カナダ         | 東京         | 2023年3月5日   |
| 南アメリカ | 2時間04分51秒 | ダニエル・ド ナシメント | ブラジル       | ソウル       | 2022年4月17日  |
| オセアニア | 2時間07分31秒 | ブレット・ロビンソン    | オーストラリア | 福岡         | 2022年12月4日  |

| エリア     | タイム        | 名前                       | 所属           | 大会       | 日付           |
| ---------- | ------------- | -------------------------- | -------------- | ---------- | -------------- |
| アフリカ   | 2時間09分56秒 | ルース・チェプンゲティッチ | ケニア         | シカゴ     | 2024年10月13日 |
| アジア     | 2時間18分59秒 | 前田穂南                   | 日本           | 大阪国際   | 2024年1月28日  |
| ヨーロッパ | 2時間13分44秒 | シファン・ハッサン         | オランダ       | シカゴ     | 2023年10月8日  |
| 北アメリカ | 2時間18分29秒 | エミリー・シソン           | アメリカ合衆国 | シカゴ     | 2022年10月9日  |
| 南アメリカ | 2時間24分18秒 | フロレンシア・ボレッリ     | アルゼンチン   | セビリア   | 2024年2月18日  |
| オセアニア | 2時間21分34秒 | シニード・ダイバー         | オーストラリア | バレンシア | 2022年12月4日  |

### U20世界歴代10傑（年内20歳未満）
- ワールドアスレティックスはマラソンのU20・U18記録を公認していない

| 位 | タイム        | 氏名                         | 所属       | 大会           | 日付           |
| -- | ------------- | ---------------------------- | ---------- | -------------- | -------------- |
| 1  | 2時間04分32秒 | ツェガエ・メコネン・アセファ | エチオピア | ドバイ         | 2014年1月24日  |
| 2  | 2時間05分42秒 | デジェン・メゲルサ           | エチオピア | ドバイ         | 2024年1月7日   |
| 3  | 2時間06分07秒 | エリック・ヌディエマ         | ケニア     | アムステルダム | 2011年10月16日 |
| 4  | 2時間06分15秒 | バズ・ウォルク               | エチオピア | パリ           | 2009年4月5日   |
| 5  | 2時間08分30秒 | デサレーン・ギルマ           | エチオピア | 太原市         | 2024年9月22日  |
| 6  | 2時間08分51秒 | ベラハヌ・シフェラウ         | エチオピア | 太原市         | 2012年9月2日   |
| 7  | 2時間08分53秒 | シュラ・キタタ               | エチオピア | 上海           | 2015年11月8日  |
| 8  | 2時間09分08秒 | ギルメイ・ゲブレスラシエ     | エリトリア | シカゴ         | 2014年10月12日 |
| 9  | 2時間09分12秒 | フェイサ・リレサ             | エチオピア | ダブリン       | 2009年10月26日 |
| 10 | 2時間10分01秒 | アーネスト・ヌゲノ           | ケニア     | トリノ         | 2014年11月16日 |

| 位 | タイム        | 氏名               | 所属       | 大会           | 日付           |
| -- | ------------- | ------------------ | ---------- | -------------- | -------------- |
| 1  | 2時間20分59秒 | シュレ・デミセ     | エチオピア | ドバイ         | 2015年1月23日  |
| 2  | 2時間21分32秒 | ベダトゥ・ヒルパ   | エチオピア | フランクフルト | 2018年10月21日 |
| 3  | 2時間22分38秒 | 張瑩瑩             | 中国       | 廈門           | 2008年1月5日   |
| 4  | 2時間23分06秒 | メリマ・モハメド   | エチオピア | トロント       | 2010年9月26日  |
| 5  | 2時間23分37秒 | 劉敏               | 中国       | 北京           | 2001年10月14日 |
| 6  | 2時間23分57秒 | 朱暁琳             | 中国       | 北京           | 2002年10月20日 |
| 7  | 2時間25分15秒 | 孫偉偉             | 中国       | 北京           | 2002年10月20日 |
| 8  | 2時間25分23秒 | アズメラ・アブレハ | エチオピア | アムステルダム | 2017年10月15日 |
| 9  | 2時間25分48秒 | 金麗               | 中国       | 北京           | 2001年10月14日 |
| 10 | 2時間26分34秒 | 魏亜楠             | 中国       | 北京           | 2000年10月15日 |

#### U18世界最高記録（年内18歳未満）
| タイム        | 名前 | 所属 | 大会 | 日付           |
| ------------- | ---- | ---- | ---- | -------------- |
| 2時間11分43秒 | 李賀 | 中国 | 北京 | 2001年10月14日 |

| タイム        | 名前   | 所属 | 大会 | 日付           |
| ------------- | ------ | ---- | ---- | -------------- |
| 2時間27分20秒 | 張瑩瑩 | 中国 | 北京 | 2007年10月21日 |

### アジア歴代10傑
| 位 | タイム        | 氏名                   | 所属       | 大会       | 日付          |
| -- | ------------- | ---------------------- | ---------- | ---------- | ------------- |
| 1  | 2時間04分43秒 | エルハサン・エルアバシ | バーレーン | バレンシア | 2018年12月2日 |
| 2  | 2時間04分56秒 | 鈴木健吾               | 日本       | びわ湖     | 2021年2月28日 |
| 3  | 2時間05分06秒 | マリウス・キムタイ     | バーレーン | バルセロナ | 2023年3月19日 |
| 4  | 2時間05分12秒 | 池田耀平               | 日本       | ベルリン   | 2024年9月29日 |
| 5  | 2時間05分16秒 | 吉田祐也               | 日本       | 福岡国際   | 2024年12月1日 |
| 6  | 2時間05分29秒 | 大迫傑                 | 日本       | 東京       | 2020年3月1日  |
| 7  | 2時間05分39秒 | 近藤亮太               | 日本       | 大阪       | 2025年2月24日 |
| 8  | 2時間05分51秒 | 山下一貴               | 日本       | 東京       | 2023年3月5日  |
| 9  | 2時間05分58秒 | 細谷恭平               | 日本       | 大阪       | 2025年2月24日 |
| 10 | 2時間05分59秒 | 其田健也               | 日本       | 東京       | 2023年3月5日  |

| 位 | タイム        | 氏名             | 所属       | 大会         | 日付           |
| -- | ------------- | ---------------- | ---------- | ------------ | -------------- |
| 1  | 2時間18分59秒 | 前田穂南         | 日本       | 大阪国際     | 2024年1月28日  |
| 2  | 2時間19分12秒 | 野口みずき       | 日本       | ベルリン     | 2005年9月25日  |
| 3  | 2時間19分24秒 | 新谷仁美         | 日本       | ヒューストン | 2023年1月15日  |
| 4  | 2時間19分39秒 | 孫英傑           | 中国       | 北京         | 2003年10月19日 |
| 5  | 2時間19分41秒 | 渋井陽子         | 日本       | ベルリン     | 2004年9月26日  |
| 6  | 2時間19分46秒 | 高橋尚子         | 日本       | ベルリン     | 2001年9月30日  |
| 7  | 2時間19分51秒 | 周春秀           | 中国       | ソウル       | 2006年3月12日  |
| 8  | 2時間20分02秒 | ユニス・チュンバ | バーレーン | ソウル       | 2022年4月17日  |
| 9  | 2時間20分29秒 | 一山麻緒         | 日本       | 名古屋       | 2020年3月8日   |
| 10 | 2時間20分31秒 | 細田あい         | 日本       | ベルリン     | 2024年9月29日  |

### U20アジア歴代10傑（年内20歳未満）
- アジア陸上競技連盟はマラソンのU20・U18記録を公認していない。
- 樹立年の12月31日時点で年齢が20歳未満である選手のみが対象となる。

| 位 | タイム        | 氏名     | 所属 | 大会 | 日付           |
| -- | ------------- | -------- | ---- | ---- | -------------- |
| 1  | 2時間10分46秒 | 李柱宏   | 中国 | 北京 | 2001年10月14日 |
| 2  | 2時間11分43秒 | 李賀     | 中国 | 北京 | 2001年10月14日 |
| 3  | 2時間13分46秒 | 陳偉     | 中国 | 北京 | 2008年10月19日 |
| 4  | 2時間14分29秒 | 寧礼民   | 中国 | 天津 | 1993年4月4日   |
| 5  | 2時間14分55秒 | 韓守会   | 中国 | 北京 | 2001年10月14日 |
| 6  | 2時間15分06秒 | 張慶楽   | 中国 | 北京 | 2005年10月16日 |
| 7  | 2時間15分13秒 | 任龍雲   | 中国 | 北京 | 2006年10月15日 |
| 8  | 2時間15分30秒 | 砂田貴裕 | 日本 | 防府 | 1992年12月20日 |
| 9  | 2時間15分37秒 | 杜鵬遠   | 中国 | 北京 | 2001年10月14日 |
| 10 | 2時間17分00秒 | 侯艶民   | 中国 | 廈門 | 2004年3月27日  |

| 位 | タイム        | 氏名   | 所属   | 大会 | 日付           |
| -- | ------------- | ------ | ------ | ---- | -------------- |
| 1  | 2時間22分38秒 | 張瑩瑩 | 中国   | 廈門 | 2008年1月5日   |
| 2  | 2時間23分37秒 | 劉敏   | 中国   | 北京 | 2001年10月14日 |
| 3  | 2時間23分57秒 | 朱暁琳 | 中国   | 北京 | 2002年10月20日 |
| 4  | 2時間25分15秒 | 孫偉偉 | 中国   | 北京 | 2002年10月20日 |
| 5  | 2時間25分48秒 | 金麗   | 中国   | 北京 | 2001年10月14日 |
| 6  | 2時間26分34秒 | 魏亜楠 | 中国   | 北京 | 2000年10月15日 |
| 7  | 2時間26分56秒 | 金錦玉 | 北朝鮮 | 平壌 | 2007年4月8日   |
| 8  | 2時間27分05秒 | 陳栄   | 中国   | 北京 | 2007年10月21日 |
| 9  | 2時間27分30秒 | 艾冬梅 | 中国   | 北京 | 1997年10月4日  |
| 10 | 2時間27分46秒 | 白雪   | 中国   | 北京 | 2007年10月21日 |

#### U18アジア最高記録（年内18歳未満）
| タイム        | 名前 | 所属 | 大会 | 日付           |
| ------------- | ---- | ---- | ---- | -------------- |
| 2時間11分43秒 | 李賀 | 中国 | 北京 | 2001年10月14日 |

| タイム        | 名前   | 所属 | 大会 | 日付           |
| ------------- | ------ | ---- | ---- | -------------- |
| 2時間27分20秒 | 張瑩瑩 | 中国 | 北京 | 2007年10月21日 |

### 日本歴代10傑
| 位 | タイム        | 氏名     | 所属                      | 大会     | 日付          |
| -- | ------------- | -------- | ------------------------- | -------- | ------------- |
| 1  | 2時間04分56秒 | 鈴木健吾 | 富士通                    | びわ湖   | 2021年2月28日 |
| 2  | 2時間05分12秒 | 池田耀平 | 花王                      | ベルリン | 2024年9月29日 |
| 3  | 2時間05分16秒 | 吉田祐也 | GMOインターネットグループ | 福岡国際 | 2024年12月1日 |
| 4  | 2時間05分29秒 | 大迫傑   | Nike                      | 東京     | 2020年3月1日  |
| 5  | 2時間05分39秒 | 近藤亮太 | 三菱重工                  | 大阪     | 2025年2月24日 |
| 6  | 2時間05分51秒 | 山下一貴 | 三菱重工                  | 東京     | 2023年3月5日  |
| 7  | 2時間05分58秒 | 細谷恭平 | 黒崎播磨                  | 大阪     | 2025年2月24日 |
| 8  | 2時間05分59秒 | 其田健也 | JR東日本                  | 東京     | 2023年3月5日  |
| 9  | 2時間06分00秒 | 市山翼   | サンベルクス              | 東京     | 2025年3月2日  |
| 10 | 2時間06分05秒 | 黒田朝日 | 青山学院大学              | 大阪     | 2025年2月24日 |

| 位 | タイム        | 氏名       | 所属         | 大会             | 日付          |
| -- | ------------- | ---------- | ------------ | ---------------- | ------------- |
| 1  | 2時間18分59秒 | 前田穂南   | 天満屋       | 大阪国際         | 2024年1月28日 |
| 2  | 2時間19分12秒 | 野口みずき | グローバリー | ベルリン         | 2005年9月25日 |
| 3  | 2時間19分24秒 | 新谷仁美   | 積水化学     | ヒューストン     | 2023年1月15日 |
| 4  | 2時間19分41秒 | 渋井陽子   | 三井住友海上 | ベルリン         | 2004年9月26日 |
| 5  | 2時間19分46秒 | 高橋尚子   | 積水化学     | ベルリン         | 2001年9月30日 |
| 6  | 2時間20分29秒 | 一山麻緒   | ワコール     | 名古屋ウィメンズ | 2020年3月8日  |
| 7  | 2時間20分31秒 | 細田あい   | エディオン   | ベルリン         | 2024年9月29日 |
| 8  | 2時間20分42秒 | 松田瑞生   | ダイハツ     | ベルリン         | 2024年9月29日 |
| 9  | 2時間20分59秒 | 佐藤早也伽 | 積水化学     | 名古屋ウィメンズ | 2025年3月9日  |
| 10 | 2時間21分18秒 | 安藤友香   | ワコール     | 名古屋ウィメンズ | 2024年3月10日 |

#### 日本その他の記録
| 種別                    | 記録          | 氏名     | 所属             | 大会     | 日付           |
| ----------------------- | ------------- | -------- | ---------------- | -------- | -------------- |
| 初マラソン              | 2時間05分39秒 | 近藤亮太 | 三菱重工         | 大阪     | 2025年2月24日  |
| 日本学生                | 2時間06分05秒 | 黒田朝日 | 青山学院大学     | 大阪     | 2025年2月24日  |
| U20日本                 | 2時間15分30秒 | 砂田貴裕 | 大阪ガス         | 防府     | 1992年12月20日 |
| 日本高校                | 2時間24分24秒 | 高橋宏幸 | 米子商業高等学校 | 愛媛     | 1993年2月21日  |
| マスターズ（M40クラス） | 2時間16分13秒 | 森貴樹   | モントブラン     | 福岡国際 | 2021年12月5日  |
| マスターズ（M50クラス） | 2時間25分23秒 | 島田博行 | 大阪長居AC       | 防府     | 2020年12月20日 |
| マスターズ（M60クラス） | 2時間36分30秒 | 保坂好久 | ナチュラルフーズ | 別府大分 | 2009年2月1日   |
| マスターズ（M70クラス） | 3時間07分42秒 | 小金啓志 |                  | 水戸黄門 | 2016年10月30日 |
| マスターズ（M80クラス） | 3時間30分18秒 | 小口親司 |                  | 長野     | 2016年4月17日  |

※下田裕太の2時間11分34秒（2016年2月28日）は、その時点で10代ではあるものの、下田が1996年3月31日生まれの為U20（年内20歳未満）日本記録には該当せず。
| 種別                    | 記録          | 氏名         | 所属         | 大会             | 日付          |
| ----------------------- | ------------- | ------------ | ------------ | ---------------- | ------------- |
| 初マラソン              | 2時間21分36秒 | 安藤友香     | スズキ浜松   | 名古屋ウィメンズ | 2017年3月12日 |
| 日本学生                | 2時間25分02秒 | 鈴木優花     | 大東文化大学 | 名古屋ウィメンズ | 2022年3月13日 |
| U20日本                 | 2時間29分12秒 | 堀江知佳     | 積水化学     | 長野             | 2000年4月9日  |
| 日本高校                | 2時間36分34秒 | 増田明美     | 成田高等学校 | 千葉             | 1982年2月21日 |
| マスターズ（W40クラス） | 2時間30分03秒 | 大坪まり     | ノーリツ     | 大阪国際         | 2018年1月28日 |
| マスターズ（W50クラス） | 2時間44分45秒 | 松本恭子     | 千葉陸協     | 東京             | 2023年3月5日  |
| マスターズ（W60クラス） | 2時間52分13秒 | 弓削田眞理子 |              | 大阪国際         | 2021年1月31日 |
| マスターズ（W70クラス） | 3時間38分48秒 | 松下しげ子   |              | 勝田             | 2023年1月29日 |
| マスターズ（W80クラス） | 4時間11分45秒 | 中野陽子     |              | 東京             | 2017年2月26日 |

※岩出玲亜の2時間27分21秒（2014年11月16日）は、その時点で10代ではあるものの、岩出が1994年12月8日生まれの為U20（年内20歳未満）日本記録には該当せず。

#### 最遅記録
本競技でスタートしてからゴールするまでに最も長く掛かった公式記録は、日本の金栗四三が記録した、54年8ヶ月6日5時間32分20秒3である。
- 金栗は1912年に開催されたストックホルムオリンピックのマラソンに出場したが、レース途中に熱中症になり、昏睡状態に陥った。このためマラソンコース付近にあった農家に保護されたが、意識が戻ったのは翌日の朝であった。その後、金栗は棄権の申告をせずに帰国し、大会関係者も一連の事実を把握していなかったので、記録上は競技継続（競技中に失踪し行方不明）のまま、大会日程を終了した。
- 時は流れ、1967年にストックホルム市がオリンピック開催55周年を記念する式典を開催することになった。当時の記録を調査したオリンピック委員会は、出場した選手のうち金栗のみが、完走も棄権もしていない状態であることを発見した。このため委員会は、改めて棄権するか完走するよう金栗に要請を行った。金栗はストックホルムへ赴き、式典の中で当時のコース（実際には競技場内の100メートル、残りの距離を消化した扱い）を走ってゴールし、完走に半世紀以上という公式記録が残された[103]。なおその時、「日本の金栗がただ今ゴールイン。タイムは54年8ヶ月6日5時間32分20秒3、これをもって、第5回ストックホルムオリンピック大会の全日程を終了します」というアナウンスがされ、金栗はこれに対し、「長い道のりでした。この間に孫が5人もできました」と、ユニークなコメントを残している[104]。

## 障害者マラソン
車いすの部 （Wheelchair division）
ボストンマラソン、ロンドンマラソン、ベルリンマラソン、シカゴマラソン、ニューヨークシティマラソンなど、海外の大会では「車いすの部」を設けた大会が多い。日本では単独の車いすマラソン大会が開催されてきたが、近年では東京マラソンや大阪マラソンで車いすの部が設定されるようになった。
ブラインドマラソン
視覚障碍者が行うマラソン競技。

## トレーニングや走法
走法
- ストライド走法
- ピッチ走法
- ミッドフット走法

トレーニング法
- Long Slow Distance
- マフェトン理論
- トレイルランニング